# Chaussan
Chaussan è un comune francese di 1 005 abitanti situato nel dipartimento del Rodano della regione del Alvernia-Rodano-Alpi.

## Società

### Evoluzione demografica
Abitanti censiti